# 京都府道61号京都京北線
京都府道61号京都京北線（きょうとふどう61ごう きょうとけいほくせん）は、京都府京都市北区上賀茂御薗口町から同市右京区京北上弓削町に至る主要地方道に指定された府道である。

## 概要
起源の異なる2本の府道のそれぞれ一部を併せて成立した路線である。北区と右京区との間には車両通行不能区間により分断されており、北区側は雲ケ畑街道、大岩街道とも呼ばれる。
車両通行不能区間は現在の国道477号交点から国道162号交点の区間を編入した当時に同区間にも抱えていた。

### 路線データ

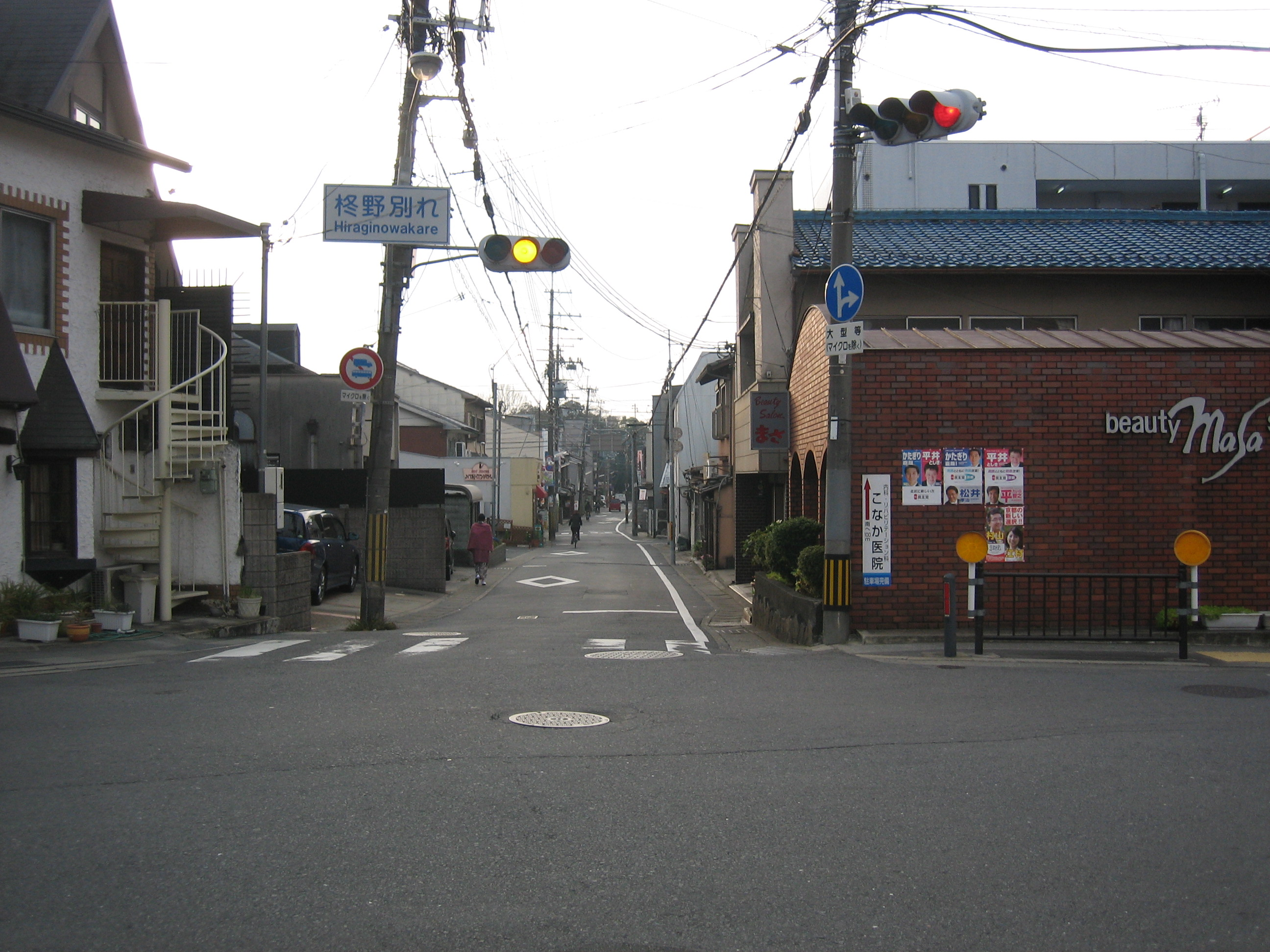
京都府道61号 柊野別れ交差点

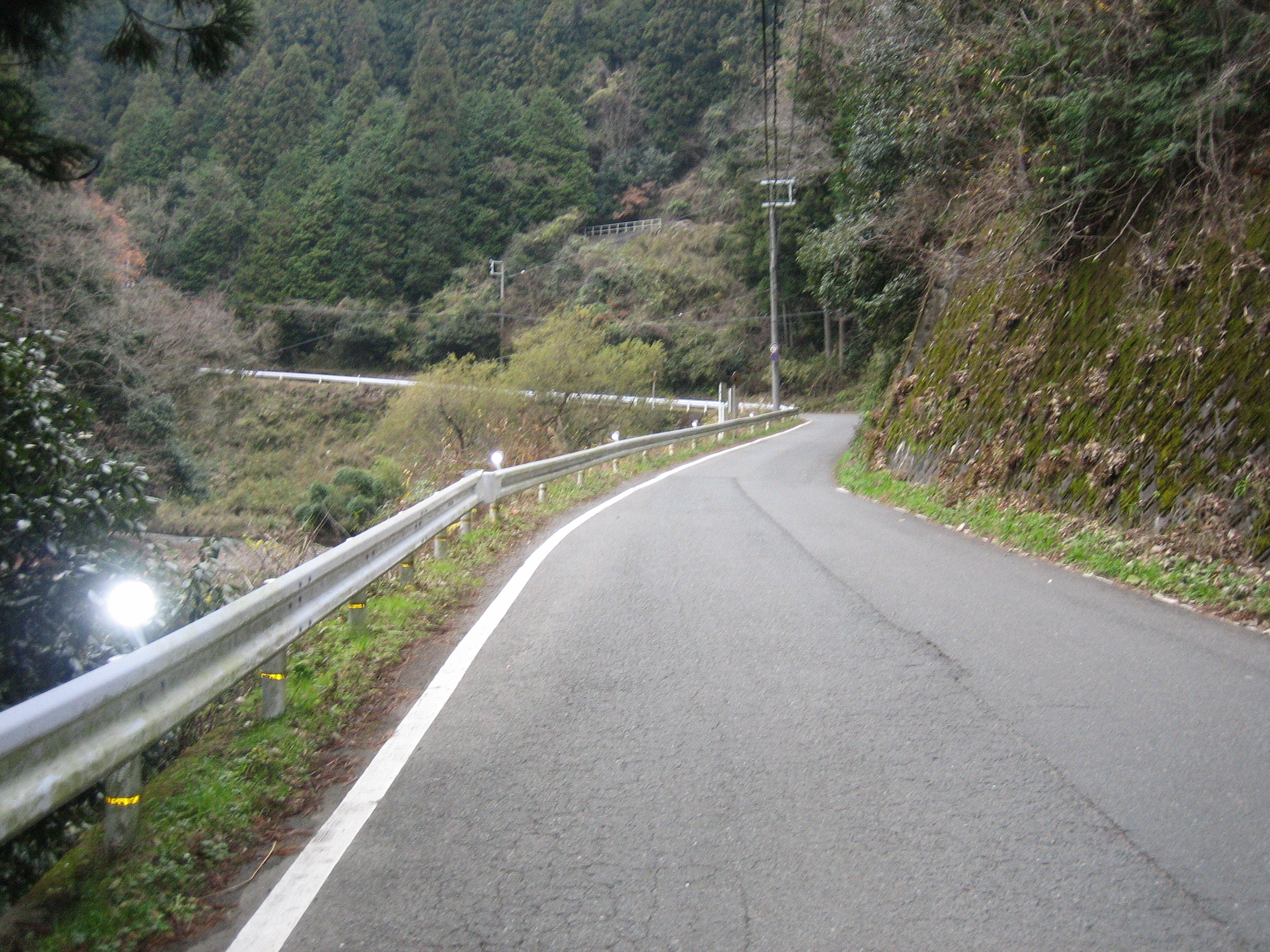
京都府道61号 弁ヶ淵カーブ

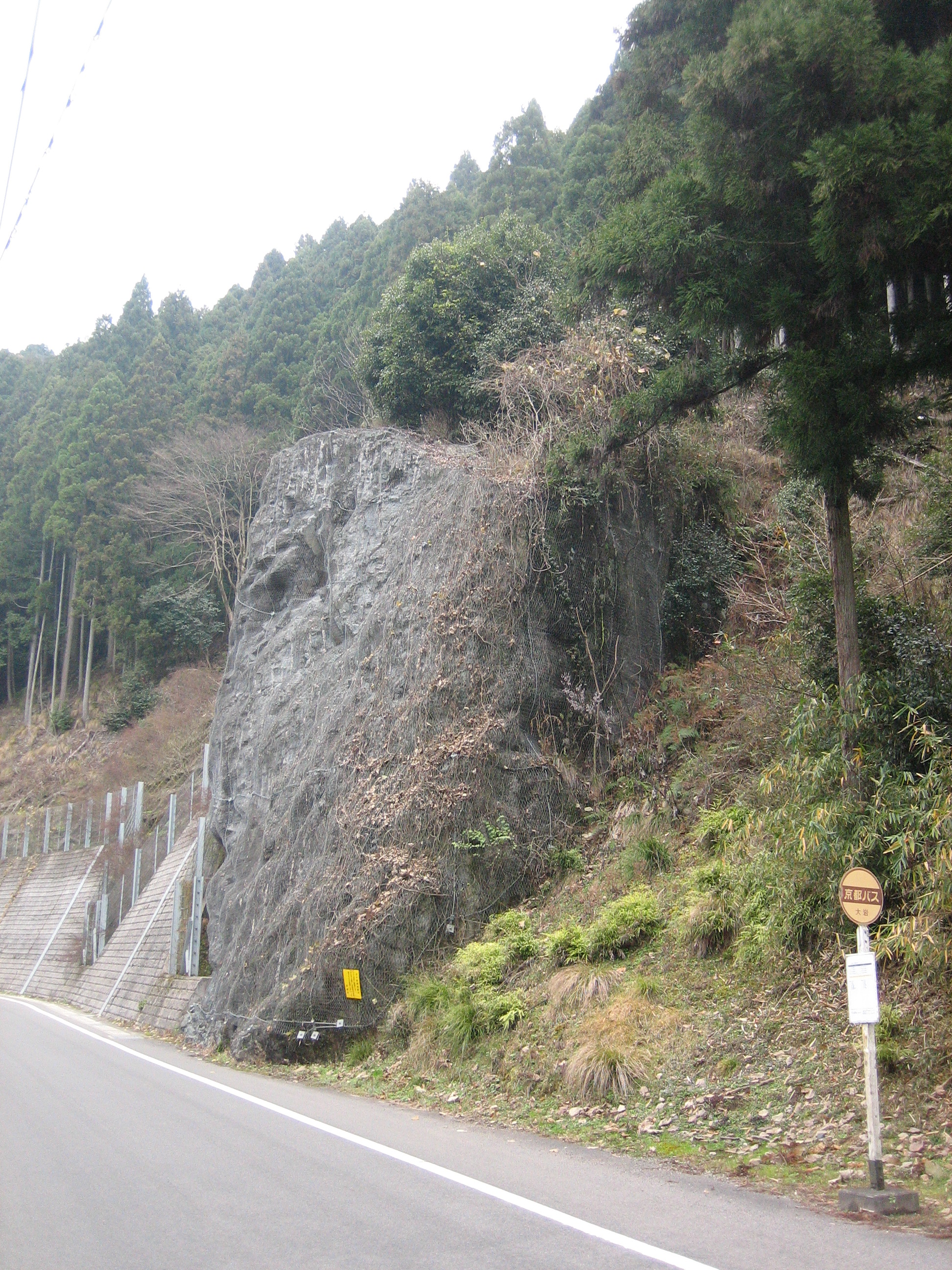
京都府道61号 大岩

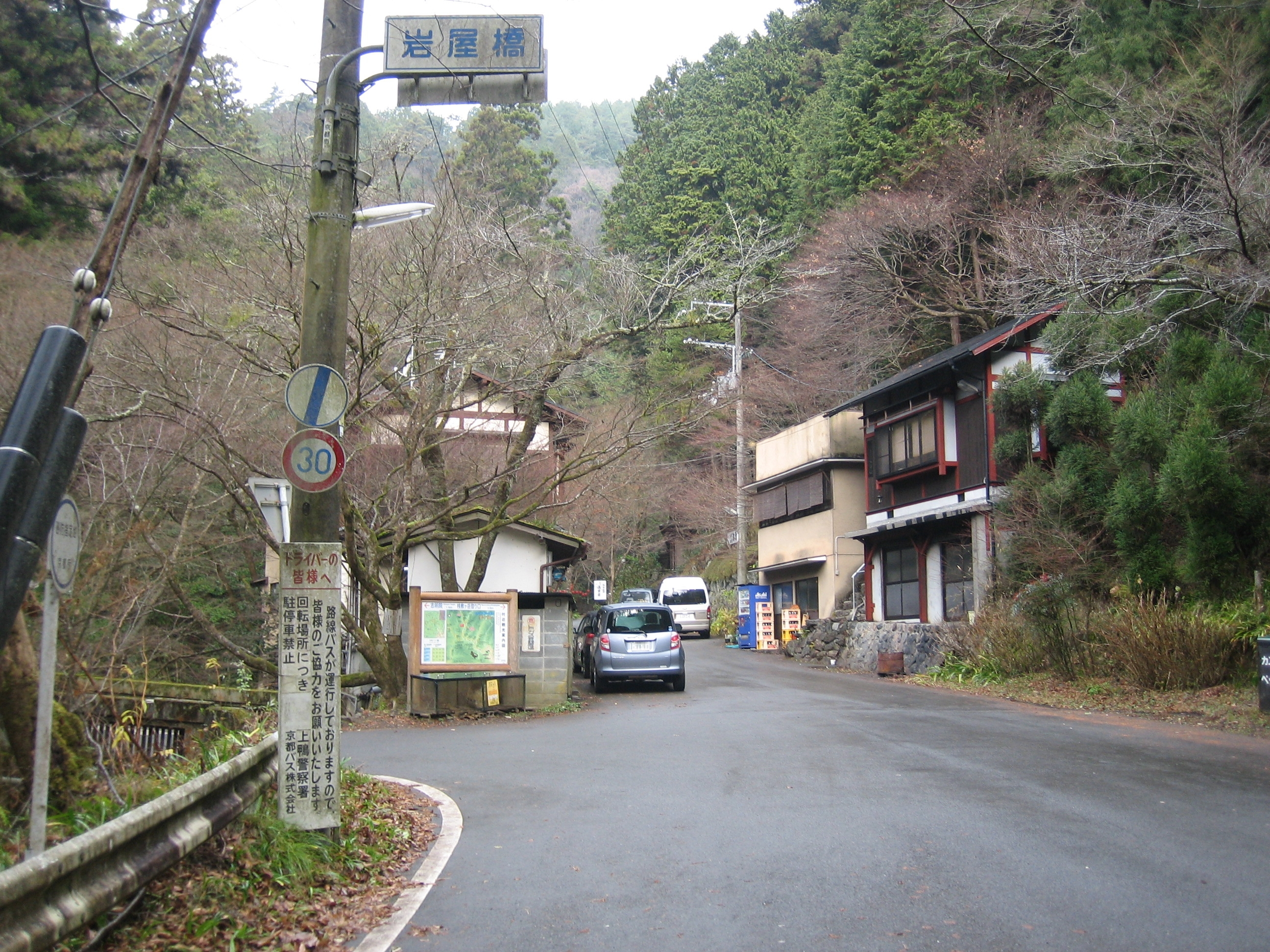
京都府道61号 岩屋橋、府道は直進する

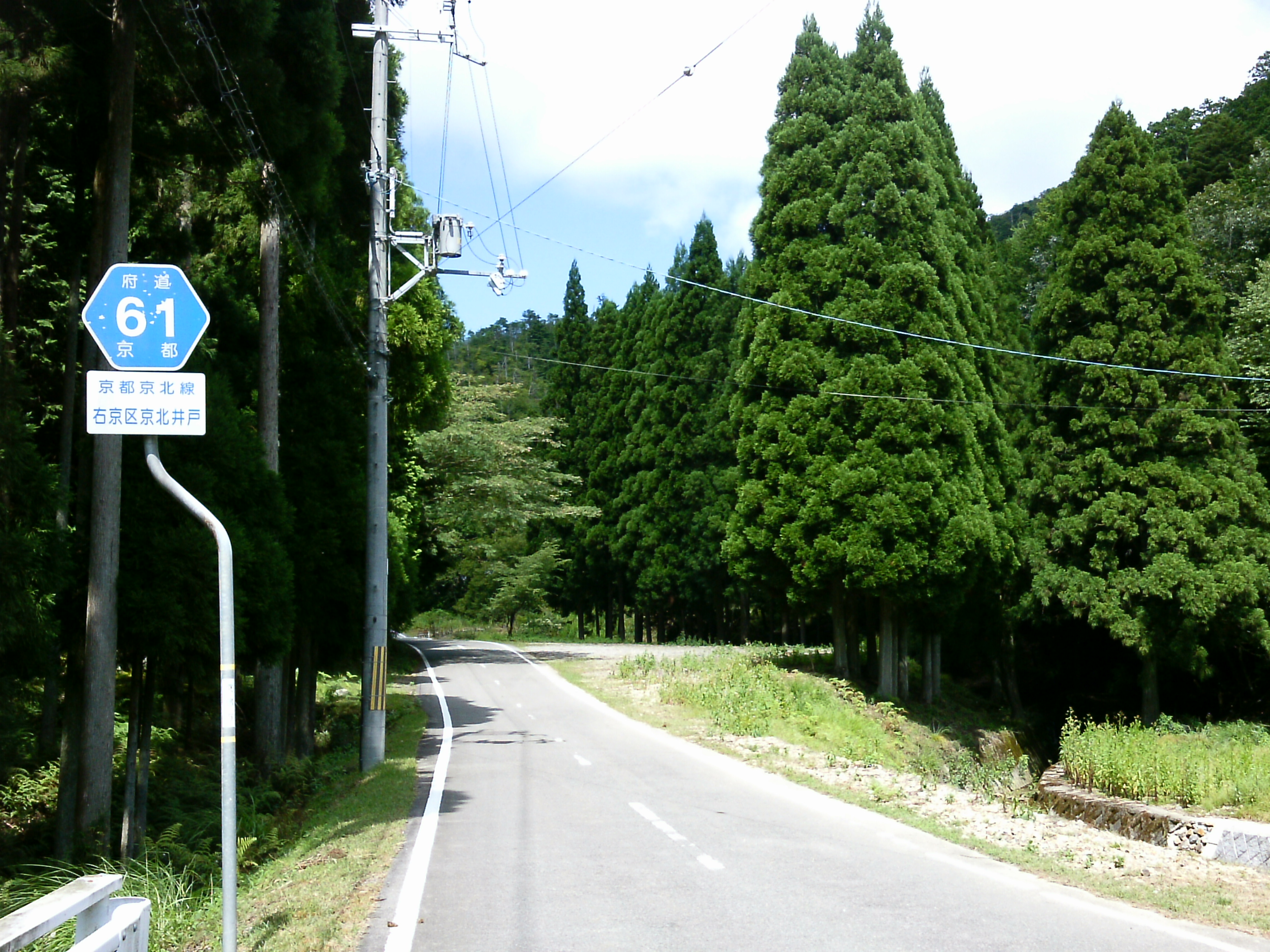
京都府道61号 京北井戸町

- 起点：京都市北区[2]（上賀茂御薗口町＝御薗橋東詰[3]）
- 終点：京都市右京区[注釈 1][2]（京北上弓削町＝国道162号交点[4]）
- 重要な経過地：なし[2]

## 歴史
本路線は、道路法（昭和27年法律第180号）第7条の規定に基づいた京都府の一般府道として1959年（昭和34年）に京都府が初めて認定した282路線のうちの1つである佐々里井戸京都線および佐々江井戸線のそれぞれ一部を前身としている。同法第56条の規定に基づき、1976年（昭和51年）の第4次主要地方道指定時に建設省が府道佐々里井戸京都線の一部を主要地方道に指定したのを受け、1977年（昭和52年）に京都府が京都京北線として認定した。さらに、1982年（昭和57年）の第5次主要地方道指定時には本路線に府道佐々江井戸線の一部を加える形で改めて京都京北線が制定されて現在に至る。

### 年表
- 1959年（昭和34年）12月18日 - 京都府が佐々里井戸京都線（北桑田郡美山町大字佐々里 - 京都市、重要な経過地：北桑田郡京北町大字井戸）、佐々江井戸線（船井郡日吉町字佐々江 - 北桑田郡京北町大字井戸）として府道路線認定。整理番号はそれぞれ一般地方道10号、一般地方道141号[5][注釈 2]。
- 1976年（昭和51年）4月1日 - 建設省が府道佐々里井戸京都線の一部を京都京北線（京都市北区 - 京都府北桑田郡京北町）として主要地方道に指定[6]。
- 1977年（昭和52年）6月9日 - 京都府が京都京北線として府道路線認定。整理番号は主要地方道61号[2]。同日、残部を一般地方道291号佐々里井戸線として認定し[2]、母体となった佐々里井戸京都線は廃止[7]。
- 1982年（昭和57年）4月1日 - 建設省が府道京都京北線、府道佐々江井戸線の一部を京都京北線（京都市北区 - 北桑田郡京北町）として主要地方道に指定[8]。建設省の指定内容により、編入することとなった府道大布施京北線（主要地方道39号、現・国道477号）より終点側の区間に府道佐々江井戸線との重用関係が生じる。
- 1994年（平成6年）4月1日 - 京都府が府道路線を変更し、1982年に本路線の一部となった佐々江井戸線を前年主要地方道指定されたとおり佐々江下中線に変更し、同路線との重用関係を解消[9]。
- 2021年（令和3年）8月27日 - 北区上賀茂十三石山地内の道路改良工事が完成[10]。

## 路線状況
南側（北区・左京区）
御薗橋東詰から坂を下り、上賀茂神社前ロータリーを経て北に伸びる。柊野を縦断する区間は、田畑に混じって新旧の民家が立ち並ぶ生活道路である。概ね一直線に伸び、庄田橋の北で2車線道路、京都府道38号京都広河原美山線（加茂街道）と合流する。
鴨川（賀茂川）に架かる高橋（たかばし）以北は、東海自然歩道とも重なる。家並みが途絶え、やや勾配のある長い坂に差し掛かる。この区間は、車坂（くるまざか）と呼ばれる。惟喬（これたか）親王が小野郷へ向かう折に険阻な坂なので、この地で車を乗り捨てたという伝承があり、高貴な姫君が岩屋山志明院に参拝するにあたり、都から車坂まで牛車に揺られ、車坂からは輿に乗って参拝したともいう。
山幸橋の南で三叉路に差し掛かり、東方向に伸びる府道（市原バイパス）と分岐する。車両通行帯のない道路となり、道路幅員が狭くなる。かつてはここで道が途絶えていた。そのため、雲ケ畑へは車坂から山に入り、峠を越えたという。この先の川沿いの街道は江戸時代に開かれたとされるが、詳細は不明である。
川沿いに道が続くが、幅員は狭く蛇行続きである。「弁ヶ淵カーブ」と呼ばれるこの区間は、かつて1976年（昭和51年）に大雨で寸断され、雲ケ畑地域の住民に被害を与えた。現在は部分的に拡幅工事が行われている。途中に大岩と呼ばれる、その名の通りの大きな岩が東側に現れる。東海自然歩道とも分岐し、やがて市ノ瀬、出合橋を経て雲ケ畑の集落に至る。
真弓、杉阪集落へ向かう持越峠との三叉路を経て、賀茂川の源流、岩屋橋へ着く。ここで岩屋不動尊で知られる志明院へ向かう道と分岐する。岩屋橋を過ぎると民家も途絶え、鬱蒼とした杉木立の中を1車線分の狭い道が伸びるのみである。ハイカーやツーリングで峠に向かう人を除き、交通量はないに等しい。北区と右京区の境界の祖父谷峠附近は、府道が途絶えており、自動車・バイクでの通行は不可能となっている。木を運ぶための林道があり、徒歩や自転車を押して進むことは可能である。
北側（右京区）
桟敷ヶ岳によりいったん途切れた61号線は、右京区の桟敷ヶ岳北麓から再開する。井戸祖父谷川の渓流沿いに道は下り、京北井戸町の集落を抜け大堰川を渡り国道477号に合流。常照皇寺門前の山陵橋で国道から分岐し、井戸谷沿いを走り、井戸峠を越えると筒江谷に入る。京北上中町の筒江橋で国道162号に合流して区間は終わる。
山陵橋〜筒江橋間は京都一周トレイルの京北ルートにもなっており、徒歩で井戸峠を越えるハイカーも多い。

## 地理

### 通過する自治体
路線認定された1977年当時は、京都市および北桑田郡京北町を通過する路線であったが、平成の大合併により京北町は2005年4月1日に京都市へ編入されて右京区の一部になった。
- 京都府
  - 京都市（北区 - 左京区 - 北区 - 左京区 - 北区 - 右京区）

### 交差する道路
起点は京都市北区の御薗橋西詰交差点から同区柊野別れ交差点を経て同市左京区の静市にかけて経路をとっていた京都府道38号京都広河原美山線とかつて接続していたが、2004年（平成16年）4月19日に同路線の経路が変更されて、以降は京都市道と接続している。
京都市北区
- 御薗橋通：上賀茂御薗口町（起点）
- 京都府道103号上賀茂山端線：上賀茂御薗口町
- 京都府道38号京都広河原美山線：上賀茂中嶋河原町 - 上賀茂十三石山（重用）
- 京都府道107号雲ヶ畑下杉坂線：雲ケ畑中畑町 - 雲ケ畑出谷町（重用）

京都市右京区
- 国道477号：京北井戸町才神 - 京北井戸町上台（重用）
- 京都府道370号佐々里井戸線：京北井戸町才神
- 京都府道367号常照寺上台線：京北井戸町上台 -京北井戸町丸山（重用）
- 国道162号（周山街道）：京北上弓削町筒江（終点）

### 沿線
- 賀茂川
- 御薗橋
- 賀茂別雷神社（上賀茂神社）
- 京都市立柊野小学校
- 高雲寺
- 惟喬神社
- 祖父谷峠（分断区間上）
- 大堰川
- 常照皇寺
- 井戸峠